# سنت باربارا
سنت باربارا (زاده میانه سده سوم میلادی) (یونانی: Αγία Βαρβάρα؛ میانه سده سوم – اواخر سده سوم تا اویل سده چهارم میلادی) یک قدیس مسیحی بود. او در کلیسای ارتدوکس شرقی به باربارای بزرگ شهید معروف است. سنت باربارا یک مسیحی نخستین، قدیس و شهید بود.

## نگارخانه

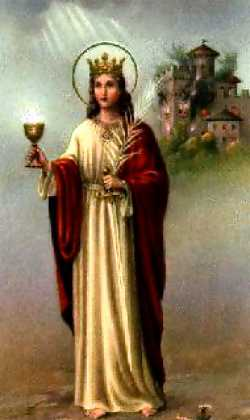
Traditional holy card design for Saint Barbara
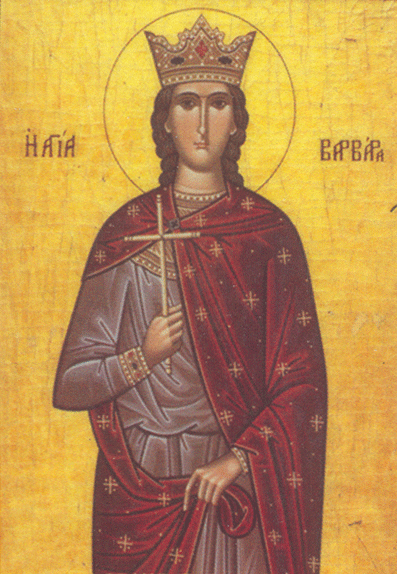
A کلیسای ارتدکس یونان آیکون (دین) of Saint Barbara.
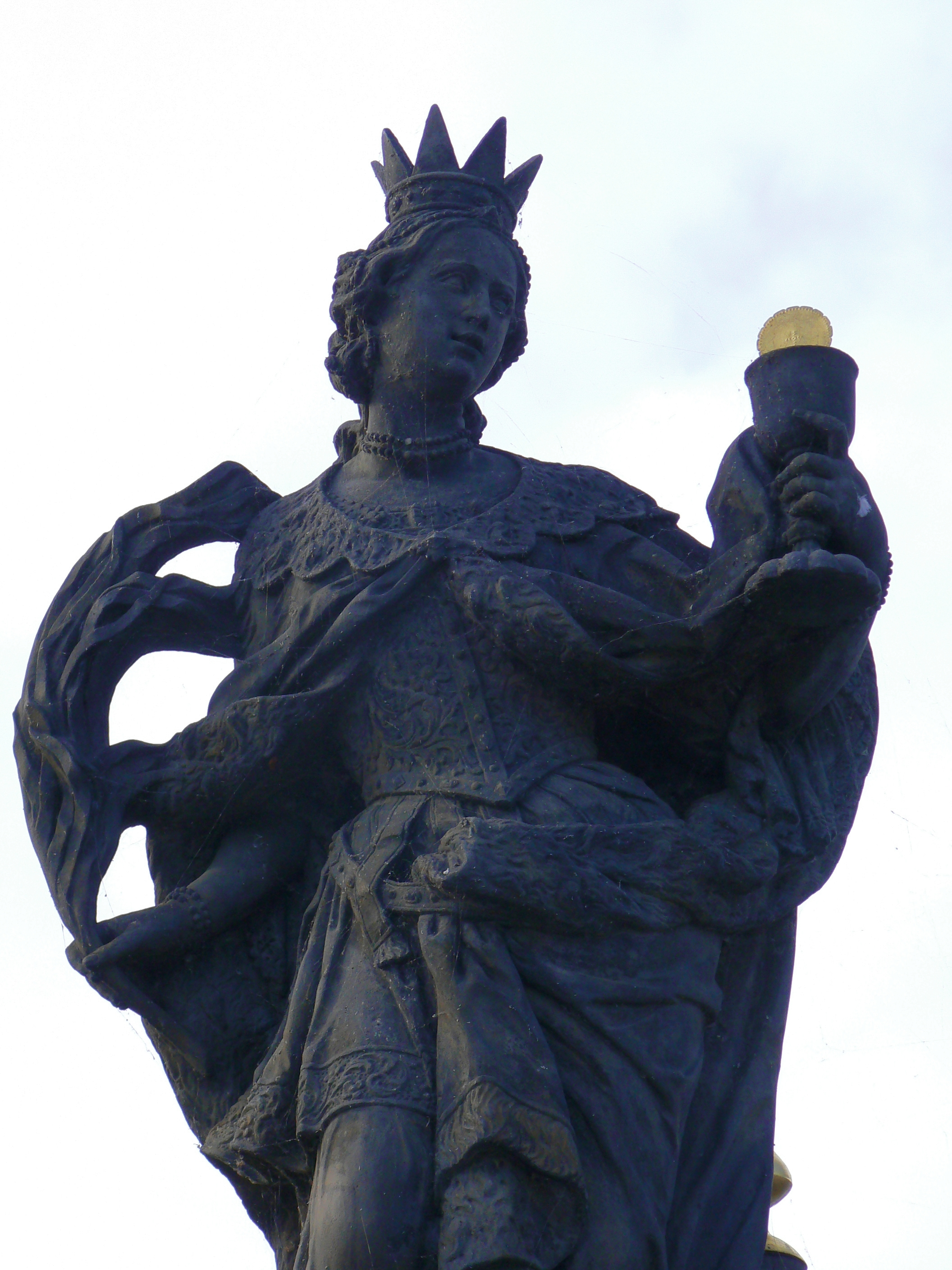
Sculpture of Saint Barbara on the پل کارل، پراگ، اثر Jan و Ferdinand Brokoff, ۱۷۰۷
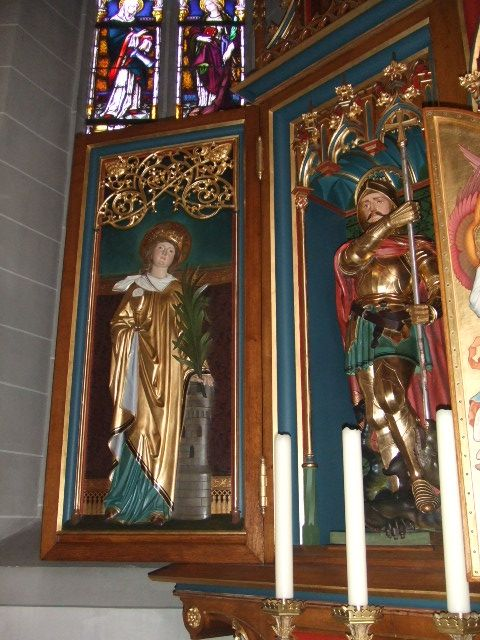
An altar at St. Verena's Catholic Church in Roggenbeuren depicting جرجیس and Saint Barbara.
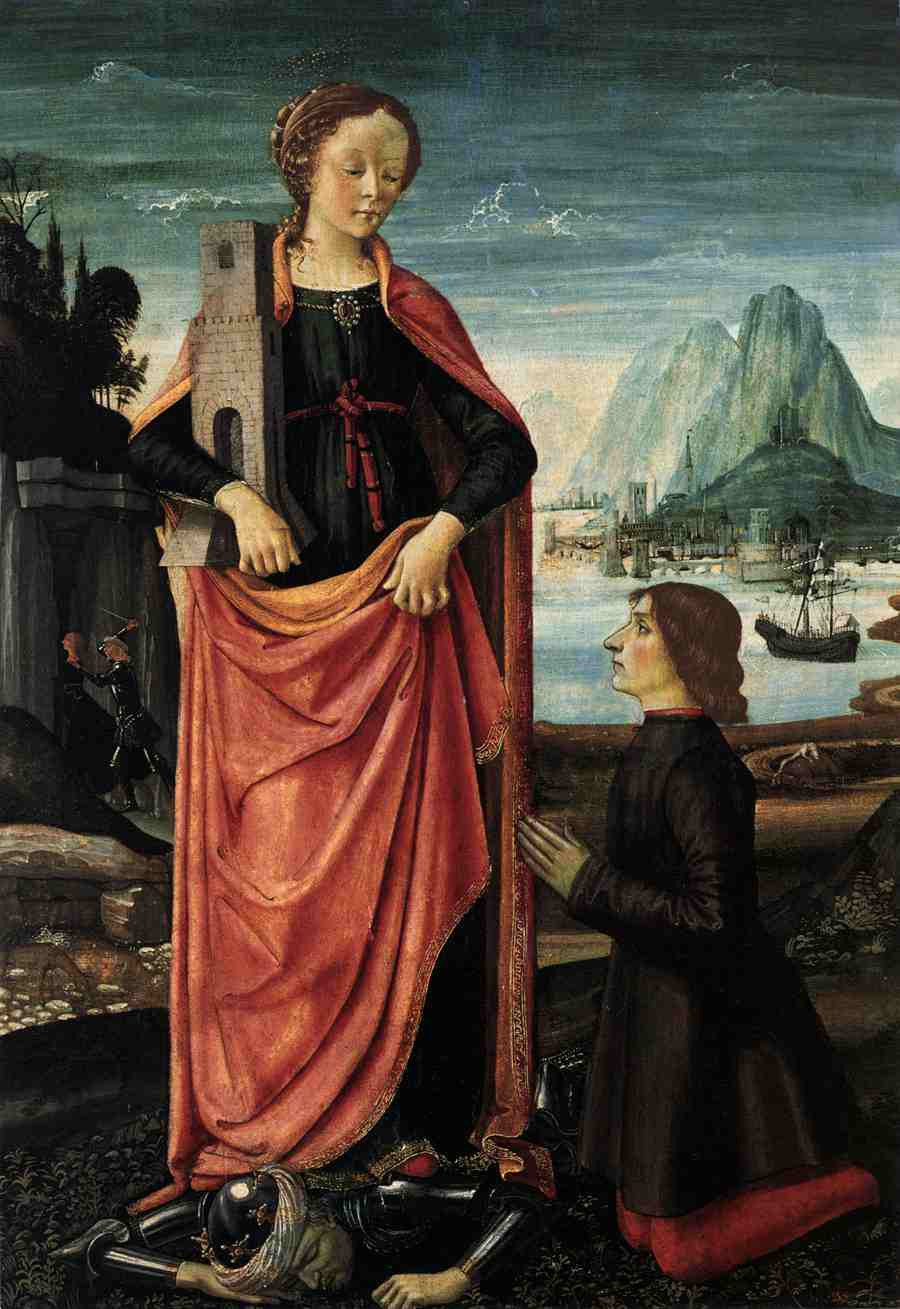
Saint Barbara crushing her infidel father, with a kneeling donor, اثر دومنیکو گرلاندایو، ح. 1473
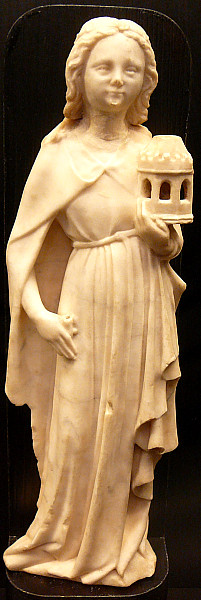
Fourteenth-century sculpture in the Musée National de l'Age Médiévale, پاریس
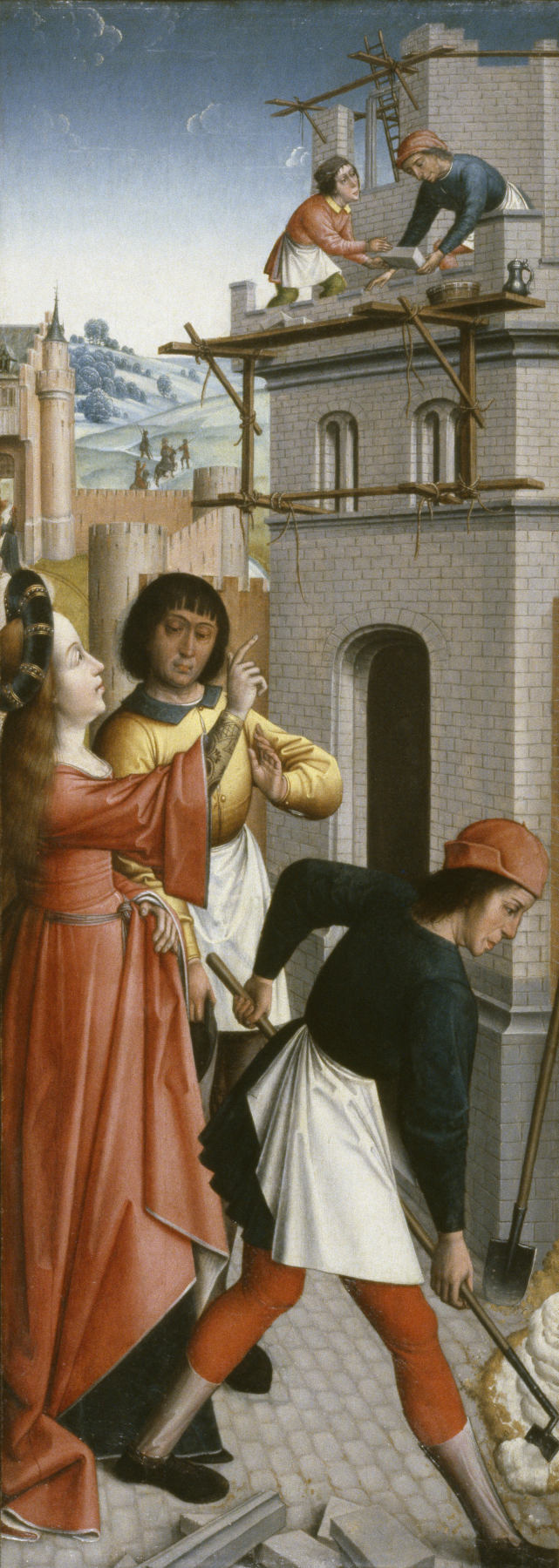
St Barbara Directing the Construction of a Third Window in Her Tower, hev  Master of the Joseph Sequence .
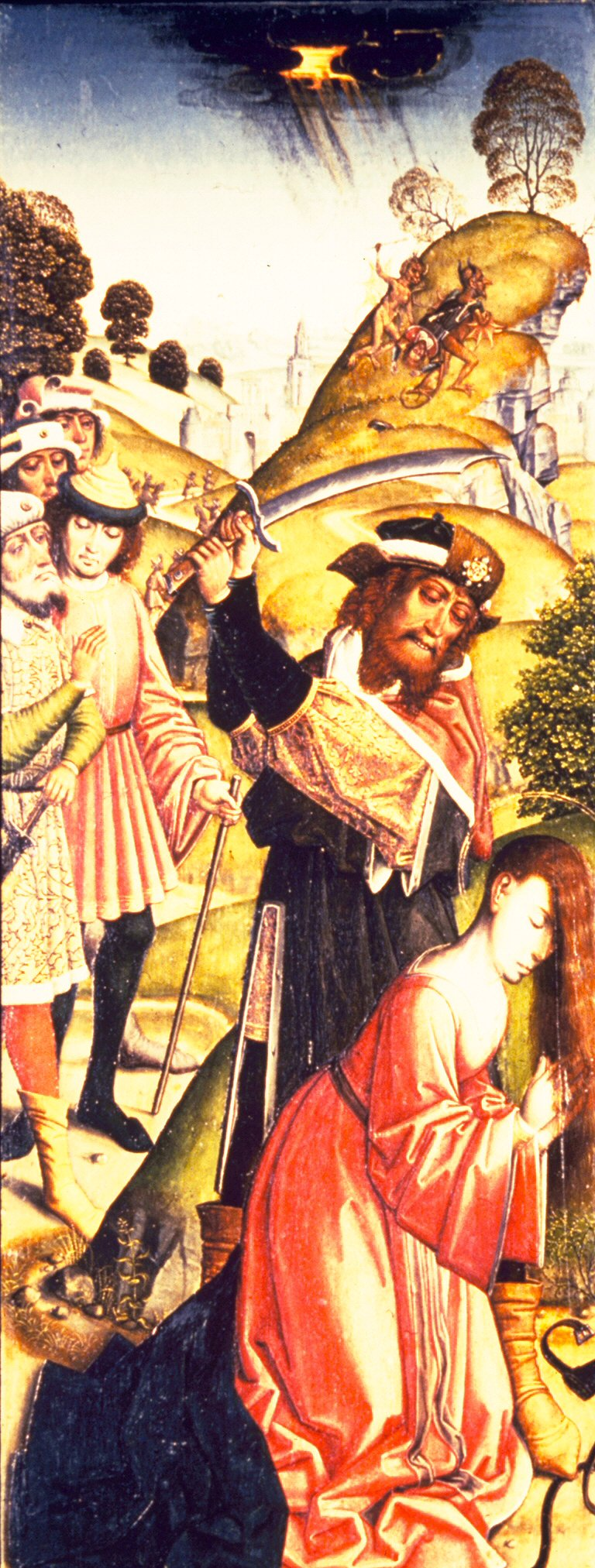
The Martyrdom of St Barbara, اثر  Master of the Joseph Sequence .
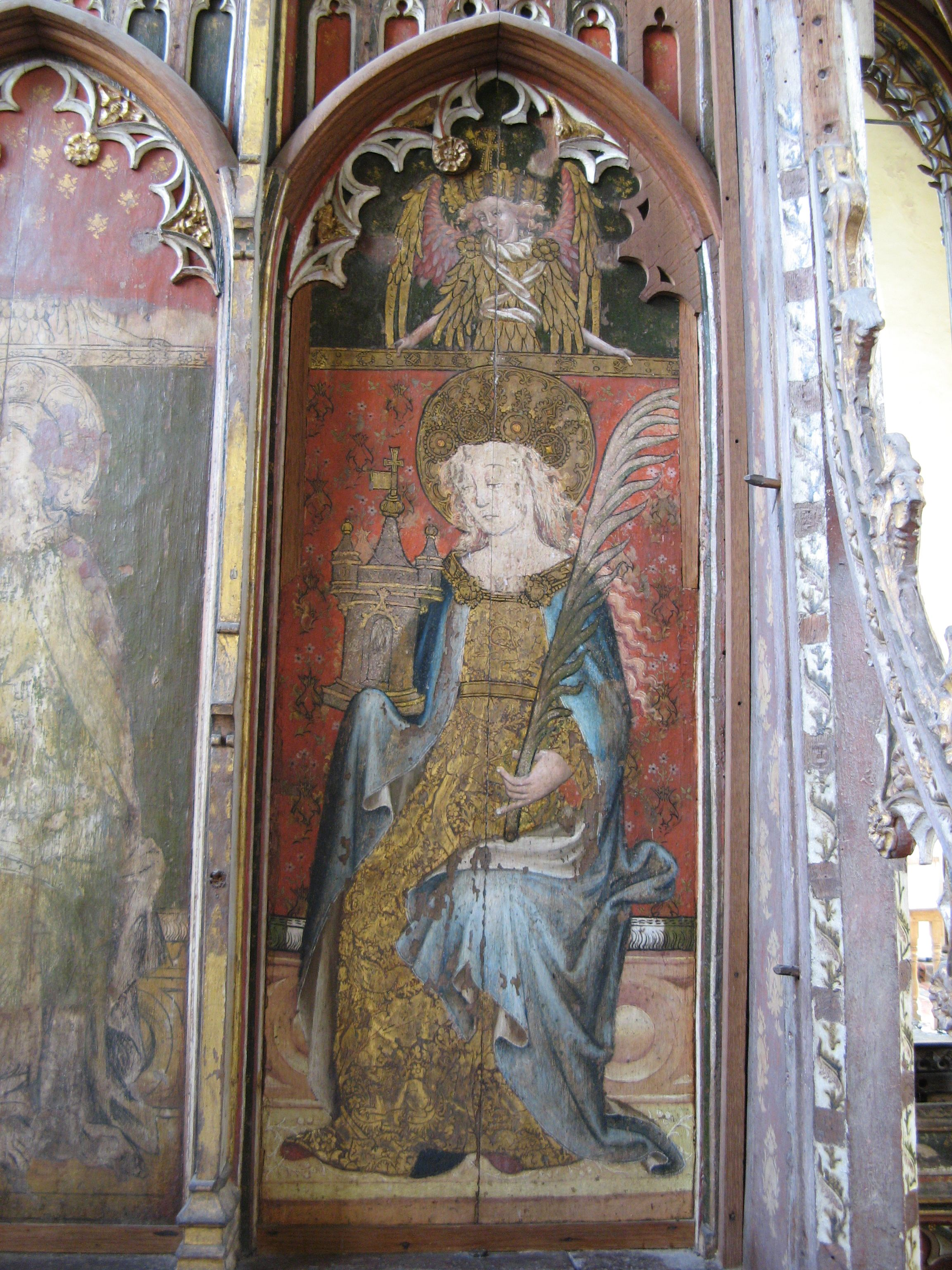
St Barbara, Ranworth Rood Screen, ح.1430, St. Helen's Church, Ranworth, نورفک, بریتانیا
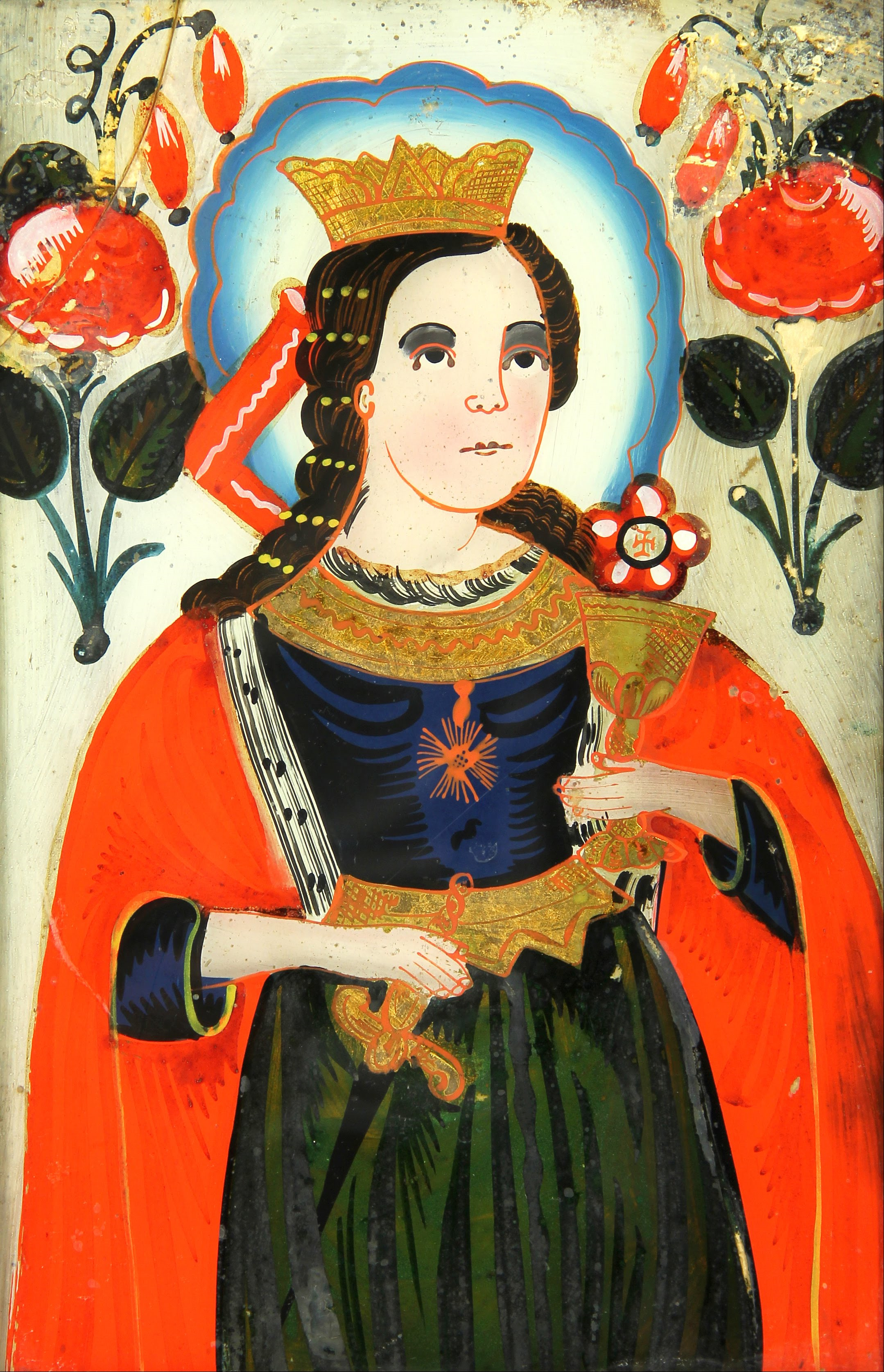
Saint Varvara. اوکراین، ۱۸۱۰/۱۸۳۸